# 多聞寺 (北本市)
多聞寺（たもんじ）は、埼玉県北本市にある真言宗智山派の寺院。

## 歴史
文永年間（1264年 - 1275年）、多聞律師によって開山された。江戸時代は「梅林学校」と称する寺子屋が開かれていた。現在の北本市立中丸小学校の前身である。
当寺の境内にはムクロジの巨木がある。樹齢は約200年とされており、埼玉県の天然記念物に指定されている。
現在の本堂は、1998年（平成10年）に新築されたものである。

## 文化財
- 多聞寺のムクロジ（埼玉県指定天然記念物 昭和16年3月31日指定）[2]

## 交通アクセス
- 北本駅より徒歩9分。